# Glebitzsch
Glebitzsch ist ein Ortsteil der gleichnamigen Ortschaft der Stadt Sandersdorf-Brehna im Landkreis Anhalt-Bitterfeld in Sachsen-Anhalt, Deutschland.

## Geschichte
Glebitzsch war bis zur Eingemeindung in die Stadt Sandersdorf-Brehna am 1. Juli 2009 eine selbständige Gemeinde, zu der die Ortsteile Köckern und Beyersdorf gehörten. Letzter Bürgermeister von Glebitzsch war Arno Krassowski.
Der Ort Glebitzsch ist slawischen Ursprungs. 1207 wurde er als Chlewiz erstmals erwähnt. Die slawische Grundform der Glebitzscher Flur ist an der hufeisenförmigen Anlage, einem sogenannten „Rundling“, erkennbar. Die Öffnung des Hufeisens zeigte nach Süden in Richtung Brehna. Sie ist heute noch teilweise erhalten. Glebitzsch gehörte bis 1815 zum kursächsischen Amt Bitterfeld. Durch die Beschlüsse des Wiener Kongresses kam der Ort zu Preußen und wurde 1816 dem Kreis Bitterfeld im Regierungsbezirk Merseburg der Provinz Sachsen zugeteilt, zu dem er bis 1944 gehörte.
Am 20. Juli 1950 wurden Beyersdorf und Köckern eingemeindet. Bis um 1980 hatte Glebitzsch einen weiteren Ortsteil: Juliushof. Dieser wurde 1844 erstmals urkundlich erwähnt. Der Ort wurde 1982 aufgrund seiner Nähe zur Transitstrecke zwischen der Bundesrepublik Deutschland und West-Berlin, der heutigen A9, entsiedelt. Die letzten Bewohner zogen nach Beyersdorf. Anschließend wurden deren Gebäude und die Wege zerstört.

## Wappen
Blasonierung: „Von Blau und Silber schräglinks geteilt, die Teilung belegt mit einer in verwechselten Farben geschrägter Leiste; oben zwei goldene Ähren am Halm mit Blättern, unten ein mit den Stollen nach abwärts gekehrtes, nach der Teilung gestelltes blaues Hufeisen mit eckigen Nagellöchern.“
Glebitzsch und dessen Ortsteile Beyersdorf und Köckern sind offensichtlich slawische Gründungen. Sie waren über Jahrhunderte kleine Dörfer, deren Einwohner sich neben vereinzelten Handwerksbetrieben vorwiegend von der Landwirtschaft ernährten. Aus diesem Grund wurden die beiden Ähren und das Hufeisen als Wappensymbole gewählt. Die zwei Ähren können zugleich einen Bezug zu den angeschlossenen oben genannten Orten geben, während das Hufeisen in seiner Geometrie auch auf die ursprüngliche Anlage der Gemeinde als Runddorf hinweist.
Das Wappen wurde 2005 vom Magdeburger Kommunalheraldiker Jörg Mantzsch gestaltet und ins Genehmigungsverfahren geführt.